# Isaac Tutumlu
Isaac Tutumlu Lopez (Barcelona, 5 juli 1985) is een Spaans autocoureur. Hij is de zoon van spelersmakelaar Bayram Tutumlu.

## Carrière
Tutumlu begon zijn carrière in het karting, waarin hij in verschillende kampioenschappen in Catalonië (Spanje) deelnam. In 2007 maakte hij de overstap naar de auto's in de Mitjet Series. In 2008 stapte hij over naar het Catalaanse toerwagenkampioenschap, wat hij won. In 2009 stapte hij over naar de GT-auto's, waarin hij in vijf raceweekenden in de Porsche Supercup deelnam voor SANITEC Racing, waarin hij als gastcoureur geen punten kon scoren. Dat jaar nam hij ook deel aan races in de International GT Open en het Spaanse GT-kampioenschap.
In 2011 stapte Tutumlu over naar de Superstars Series in een BMW M3 voor het team Campos Racing. Hij nam echter alleen deel aan de eerste drie raceweekenden, waarna hij terugkeerde naar de Porsche Supercup voor het team MRS Team PZ Aschaffenburg, waar hij gediskwalificeerd werd. Later in het jaar nam hij opnieuw deel aan enkele races voor de teams SANITEC Aquiles MRS Team en Attempto Racing. Als gastcoureur kon hij echter opnieuw geen punten scoren.
In 2012 stapte Tutumlu over naar het World Touring Car Championship voor het team Proteam Racing in een BMW 320 TC. Na drie raceweekenden met als beste resultaat een elfde plaats in de tweede race op het Circuit Ricardo Tormo Valencia, moest hij het vierde raceweekend op de Slovakiaring overslaan doordat hij te veel schade opliep in het vorige weekend op het Stratencircuit Marrakesh. Na dit raceweekend maakte hij echter bekend dat hij het WTCC verliet omdat hij vond dat hij te veel mechanische problemen had. Hierop keerde hij terug in de Porsche Supercup voor het team Förch Racing by Lukas MS. Met een negende plaats op het Valencia Street Circuit als beste resultaat eindigde hij als zeventiende in het kampioenschap met 21 punten.